# The Elder Scrolls V: Skyrim
The Elder Scrolls V: Skyrim é um jogo eletrônico de RPG de ação desenvolvido pela Bethesda Game Studios e publicado pela Bethesda Softworks. É o quinto jogo principal da série The Elder Scrolls, seguindo The Elder Scrolls IV: Oblivion. Foi lançado em 11 de novembro de 2011 para Microsoft Windows, PlayStation 3 e Xbox 360. É o primeiro jogo ocidental da história a receber 40/40 (nota máxima) na conceituada Famitsu. O jogo conseguiu três prêmios no VGA 2011, incluindo Jogo do Ano.
Os acontecimentos do jogo passam-se duzentos anos depois da, já quase esquecida, crise de Oblivion, no ano 201 da quarta era (4E 201) na província de Skyrim, no norte de Tamriel, e 30 anos após a mais recente Grande Guerra, onde o Aldmeri Dominion e o Império lutaram arduamente, mas que quase extinguiu os humanos de Tamriel, e para evitar tal derrota, acordaram com a Aldmeri Dominion, rendendo duas forças e sujeitando-se as suas exigências.
Skyrim é a terra natal de um povo bravo chamados de Nords (uma raça de humanos) onde além da Grande Guerra, irrompeu uma guerra civil após o assassinato do Alto Rei de Skyrim, Torygg. E diante de todas estas guerras e problemas, a província se encontra dividida: de um lado, os StormCloaks, rebeldes comandados por Ulfric que buscam a independência de Skyrim perante o império; do outro, os Imperiais, militares comandados por Tullius e aliados ao império.
O título recebeu três conteúdos para download (DLC): Dawnguard, Hearthfire e Dragonborn — que foram adicionados junto ao jogo original em The Elder Scrolls V: Skyrim – Legendary Edition e foram lançados em junho de 2013. The Elder Scrolls V: Skyrim – Special Edition é uma versão remasterizada do jogo lançado para Windows, Xbox One e PlayStation 4 em outubro de 2016. Ele inclui todas as três expansões de DLC, atualização gráfica e outros recursos adicionais, como recursos de modding nos consoles. As versões para Nintendo Switch e PlayStation VR foram lançadas em novembro de 2017 e uma versão de realidade virtual (VR) para Windows foi lançada em abril de 2018. Foi anunciado durante a E3 2021 a Skyrim: 10th Anniversary Edition como uma edição remasterizada do jogo prevista para lançamento no Xbox Series X/S, Windows e Playstation 5 em 11 de novembro de 2021. Ele inclui todas as três expansões de DLC, atualização gráfica, um mini game de pesca, e outros recursos adicionais. A versão remasterizada também foi lançada para o Nintendo Switch em setembro de 2022.

## Jogabilidade
Skyrim é um jogo de RPG que mantém a tradicional jogabilidade de mundo aberto encontrada na série The Elder Scrolls. O jogador é livre para andar pela terra de Skyrim a sua vontade. Em Skyrim há nove grandes "posses", com nove capitais que são as principais cidades do jogo. Também há várias pequenas aldeias, cavernas, templos, fazendas e montanhas. Cada vilarejo e cidade possui sua própria economia, que o jogador pode manipular ou sabotar se escolher fazer isso. Ao visitar as cidades, o jogador pode completar atividades como cozinhar, agricultura, cortar madeira e criar itens de metal na forja mais próxima, como também aceitar trabalhos (chamados de "Quests") para ganhar dinheiro. Qualquer trabalho que um NPC pode realizar também pode ser feito pelo jogador. O nível do jogador aumenta quando suas habilidades aumentam. Dezoito habilidades estão presentes em Skyrim, e o sistema de classes de Oblivion foi removido. Perks (ou bônus) são capacidades específicas de cada habilidade, organizada em um sistema de grupo de ramificações chamado de "árvores de Perks". Cada aumento de nível permite que outro benefício seja escolhido. Existem 280 perks (ou bônus), e agora é possível passar do nível 81, mas depois disso a taxa de aumento das habilidades é reduzida. O HUD na tela apenas aparece quando a vida, energia ou mágica do jogador estão se esgotando. Itens e esquemas de equipamentos podem ser salvos por um menu de rápido acesso, e o menu de inventário na tela de pause é apresentado em uma sobreposição em estilo bússola; enquanto que no inventário, o jogador pode girar e se aproximar dos itens adquiridos.
Armas podem ser criadas pelo jogador em uma forja, e são atribuídas a cada mão individualmente, permitindo empunhamentos duplos. Ao custo de energia, o jogador pode correr mais rapidamente. Escudos podem ser usados para bater, e tempo certo é necessário para bloquear um ataque com o escudo. Cada tipo de arma possui vantagens específicas e papéis; como exemplo, o jogador ganha a habilidade de movimentos de finalização. Há mais de oitenta e cinco tipos de feitiços, que podem ser usados em formas de combate à distância e perto. Tipos de feitiços possuem qualidades específicas; um feitiço congelante diminui e drena energia, enquanto um feitiço de fogo causa danos prolongados através da queima, que também pode atear fogo ao ambiente. Jogadores podem equipar um feitiço por mão e poderão recarregar feitiços antes de lançá-los para maior poder. Ao praticar tiro com arco, as flechas demoram mais para serem puxadas do que nos jogos Elder Scrolls anteriores, porém fazem um dano maior. Um jogador equipado com um arco pode usá-lo defensivamente em combates corpo a corpo, em um movimento de contra-ataque (Bash). O jogador pode ser furtivo, e personagens não-jogáveis (NPCs) se alertam se os movimentos do jogador forem detectados.
Skyrim faz uso do sistema de inteligência artificial Radiant AI criado para Oblivion, que foi melhorado para permitir que NPCs "façam o que eles quiserem sob parâmetros extras". O sistema melhorado permite maior interação entre os NPCs e seu ambiente; NPC's podem realizar tarefas como agricultura, moagem e mineração no mundo do jogo. Os NPC's podem interagir com o personagem do jogador através de conversas, e podem pedir favores e treinar uma habilidade específica ou desafiar o personagem do jogador para um duelo. Eventos como duelos são encontros gerados aleatoriamente, pegando influência do jogo anterior da Bethesda, Fallout 3. Skyrim introduz o sistema Radiant Story, que governa aventuras e como elas funcionam. Aventuras paralelas são dinamicamente alteradas baseadas nas ações do jogador, e são feitas para as habilidades e progresso do jogador no jogo. Como exemplo, o jogador pode ser enviado para um calabouço que não foi explorado anteriormente, e enfrentar inimigos que são derrotados com mais eficiência com o estilo de combate preferido dele.

## Sinopse

### Enredo
O jogador entra na pele do último Dovahkiin, que tem o dever de livrar a província de Skyrim da tormenta causada pelos dragões e seu líder Alduin. O jogo se passa duzentos anos depois dos eventos de Oblivion. Na premissa, o Império começa a ceder territórios para as nações Élficas uma vez governadas, porque não há nenhum herdeiro para o trono do Imperador. Os Blades não tem ninguém para defender, e gradualmente morreram, foram assassinados ou se isolaram do resto do mundo. Depois do assassinato do Rei de Skyrim, uma guerra civil irrompe entre as raças nativas Nord — sendo a maioria aqueles que desejavam que Skyrim se separe do Império, e o resto sendo aqueles que desejam que Skyrim permaneça no Império.
Como os jogos Elder Scrolls anteriores, Skyrim começa com o personagem do jogador como um prisioneiro desconhecido, condenado por cruzar a fronteira e ser confundido com um Stormcloak. Tendo que enfrentar, nesse novo capítulo da série, Alduin. Alduin foi, em tempos remotos, o líder dos dragões que dominavam o mundo e escravizavam todos os seres humanos, até que um dia foi derrotado por nórdicos, depois da derrota de Alduin, os outros dragões começaram a serem mortos, isso, muito tempo antes da história que o jogador vive em Skyrim. O personagem do jogador é o último Dragonborn (Nascido do Dragão), um caçador de dragões que tem o objetivo de afastar a ameaça que Alduin representa para Skyrim e Tamriel. Ajudando o jogador está Esbern (dublado por Max von Sydow) e Delphine talvez os últimos Blades vivos.

## Mundo
O jogo se passa em Skyrim, uma província localizada do norte de Tamriel, continente onde todos os jogos da série The Elder Scrolls se passaram. Skyrim é praticamente do mesmo tamanho que Cyrodiil, o mundo onde se passa o quarto jogo da série, The Elder Scrolls: Oblivion, que tem 41 quilômetros quadrados em área. Muito da topografia de Skyrim é montanhosa, e o jogador pode se deparar tanto com cenários completamente cobertos de neve, quanto visitar planícies verdejantes e vastas. e quando o jogador entra em um calabouço pela primeira vez, os monstros do local se travam ao nível do jogador permanentemente, mesmo se visitados depois com um nível mais alto. Viagens rápidas é um aspecto que retorna, permitindo que o jogador viaje instantaneamente para qualquer locação marcada que foi anteriormente visitada.

### Tamriel
Tamriel é um de muitos continentes presentes em Nirn, e durante grande parte de sua história foi dividido nas nove províncias de Black Marsh, Cyrodil, Elsweyr, Hammerfell, High Rock, Morrowind, Skyrim e Valenwood. Todos os jogos da série The Elder Scrolls até hoje se concentraram no continente de Tamriel.

### Dragões

Skyrim utiliza a Creation Engine, permitindo novos efeitos de tempo. Dragões são encontrados aleatoriamente no mundo do jogo ou em "Dragon's Lair'.

Os lendários dragões têm uma influência particular na jogabilidade e na história, e são oponentes marcantes para o jogador. Dragões podem aparecer em qualquer momento, em qualquer lugar (exceto dentro de casas/tavernas/palácios/cavernas) e podem atacar qualquer coisa. Raças diferentes de dragões são encontradas por Skyrim. Eles podem falar diretamente com o jogador através da língua nativa do mundo, Dracônica. Dragões podem atacar cidades e vilarejos aleatoriamente, devastando cidades sem aviso prévio; frequentemente, dragões mergulham para o chão, marcham através das ruas das cidades e podem cuspir fogo ou gelo, que envolve e provoca danos significativos às estruturas da cidade. Nem todos os dragões são hostis.

### Dovahkiin
Dovahkiin, ou "nascido do dragão" é o termo usado para identificar o único capaz de matar dragões permanentemente, para que isso seja possível, o Dovahkiin absorve a alma dos dragões mortos. Como um Dovahkiin, o personagem também possui a habilidade de usar Shouts, gritos falados na língua dos dragões. Essas são poderosas habilidades adquiridas por ler "Palavras de parede" (word walls), e podem ser desbloqueadas após matar dragões e absorver suas almas. Exemplos incluem invocar uma tempestade, reduzir a velocidade do tempo e chamar um dragão para ajudar o jogador em batalha. Existem mais de vinte tipos diferentes de Shouts que podem ser adquiridos durante o jogo, e eles se tornam mais efetivos enquanto o jogador absorve mais almas de dragões mortos. Alguns NPC's e dragões também podem usar Shouts.

### Daedras
Daedra são entidades que habitam os reinos de Oblivion em The Elder Scrolls. Eles são vistos variadamente como deuses ou demônios pelos habitantes de Tamriel. Os mais poderosos dos Daedra são referidos como Príncipes Daedricos ou Daedra Lords, e regem seus próprios planos em Oblivion. Daedra não tem conexão com Nirn, por isso não podem ser mortos, apenas banidos de volta para Oblivion.

## Desenvolvimento
Skyrim foi conceitualizado pouco tempo depois do lançamento de Oblivion em 2006, e começou a produção depois do lançamento de Fallout 3 em 2008. Foi oficialmente anunciado no Spike Video Game Awards em dezembro de 2010, quando o produtor executivo Todd Howard subiu ao palco para apresentar o trailer que anunciava sua data de lançamento "11–11–11". Apareceu como história de capa da edição de fevereiro de 2011 da revista Game Informer, quando sua história e conteúdo foram reveladas pela primeira vez.
Jeremy Soule, compositor que escreveu a trilha sonora de Morrowind e Oblivion, retorna para fazer a trilha de Skyrim. "Sons of Skyrim" é o tema principal do jogo, e foi gravado com um coral de mais de trinta pessoas, cantando na língua Dracônica do jogo. A língua foi concebida pelo artista conceitual Adam Adamowicz, que desenvolveu um alfabeto de 34 runas para o jogo. Matt Miller, jornalista da Game Informer, descreve que a língua interpreta um "papel integral na história e jogabilidade [de Skyrim]". O léxico de Dracônica foi expandido quando precisado; como o desenhista chefe Bruce Nesmith explica em uma entrevista para a PlayStation Official Magazine (UK), palavras foram introduzidas para o léxico "toda vez [que o estúdio queria] para dizer algo". O ator Max von Sydow dubla Esbern, um Blade que ajuda o jogador através da aventura principal.

No universo de Skyrim está o uso de uma "língua de dragão". O alfabeto foi construído para esteticamente parecer pertencente a dragões, assim o uso de marcas semelhantes a garras.

Skyrim utiliza a Creation Engine, um motor de jogo desenvolvido internamente pela Bethesda. A draw distance renderiza mais longe do que os jogos Elder Scrolls anteriores; falando para a Official Xbox Magazine em março de 2011, Howard descreve uma draw distance "todo o caminho". Como exemplo, ele descreveu como o jogador pode "olhar para um garfo, ou uma maçã, e depois olhar para uma montanha, e [...] então correr para o topo daquela montanha". O motor do jogo permite uma iluminação dinâmica, permitindo sobras criadas por qualquer estrutura ou item. SpeedTree foi usada para produzir a flora em jogos anteriores; no lugar dela, a flora é produzida usando tecnologia própria da Bethesda. Os desenvolvedores afirmaram que isso permite mais detalhe à flora; a tecnologia permite que os desenhistas deem pesos diferentes a tipos de árvores e determinar como o vento as afeta. O vento também afeta o mundo de jogo em outras áreas também, como determinando o fluxo e direção das águas dos rios e córregos. O motor permite que a neve caia de forma dinâmica, escaneando o mundo de jogo e então determinando onde e como a neve vai cair no terreno. Títulos futuros desenvolvidos pela Bethesda também farão uso da Creation Engine. Animações de personagens e criaturas são geradas pelo conjunto de ferramentas de comportamento da Havok. Permite que os personagens passem de forma fluída de corridas para caminhadas, como também aumentar a eficiência da câmera de terceira pessoa. Também permite conversas entre o personagem do jogador e NPCs renderizados em tempo real. NPCs se movimentam, realizam tarefas e fazem gestos corporais enquanto conversam com o jogador. Crianças também estão presentes no jogo, e NPCs interagem entre si, como lutarem um com os outros por dinheiro que o personagem deixou.
A direção de arte de Skyrim é descrita como "bem diferente" em relação a de Oblivion, conforme afirmado pelo diretor de arte Matt Carofano. Ele descreveu a direção de arte de Oblivion como "fantasia européia padrão", e dessa forma o objetivo para Skyrim era fazer o mundo de jogo parecer realista. Em março de 2011, em entrevista para a Official Xbox Magazine, Howard resumiu o mundo de jogo de Oblivion como sendo aparentado com as atmosferas mais "refinadas e acolhedoras" dos jogos Elder Scrolls anteriores Arena e Daggerfall, e como a "maravilha de descoberta" do mundo de jogo de Morrowind foi perdida. Ele disse que o mundo de Skyrim "caminha entre Morrowind e Oblivion", tendo sua cultura própria e única. Outro objetivo era fazer cada locação em Skyrim parecesse única; o mundo de jogo é descrito como sendo feito a mão. Nesmith explica que "em Oblivion nós geramos algumas paisagens, e não há nada disso mais". Enquanto os calabouços de Oblivion foram criados por apenas um artista, os calabouços de Skyrim foram criados por uma equipe de oito desenhistas. Com o desenho de personagens, esforços foram feitos para que cada raça fosse única em relação a outra. Além disso, a criação de personagens foi aprofundada em relação aos jogos The Elder Scrolls anteriores, introduzindo novas opções de customização, como barbas e rostos pré-construídos, pinturas de guerra e cicatrizes, em outras palavras simplificando a construção facial.

### Expansões

#### Dawnguard
Em 1 de maio de 2012, Bethesda anunciou que o primeiro conteúdo para download (DLC) de Skyrim, chamado Dawnguard, foi lançado para Xbox 360 no verão de 2012 e em Fevereiro de 2013 para Playstation 3 por conta de problemas. Dia 4 de outubro foi disponibilizado para PC pelo Steam. Esse DLC adiciona diversas facções, magias, lugares, seguidores, itens e criaturas. O enredo foca na história do clan Volkihar, um grupo dos mais poderosos vampiros de toda a província sobre a ordem de Lorde Harkon , e os Dawnguards: a nova reformada ordem de caçadores de vampiros sobre a ordem de Isran. Nesse DLC é possível escolher o lado que seu Dragonborn vai se aliar.

#### Hearthfire
Hearthfire foi o segundo DLC pago de Skyrim, disponibilizado para Xbox 360 e Playstation 3 em 4 de setembro de 2012, e para PC dia 5 outubro de 2012, disponibilizado através do Steam. Introduziu ao jogo a compra de terrenos, a construção de casas, com apenas um quarto ou com salas de troféus, arsenais, estufas e muito mais, além de permitir a contratação de mordomos, cocheiros e bardos. Tornou possível, também, adotar crianças e trazer cônjuges para morarem juntos.

#### Dragonborn
Último DLC de The Elder Scrolls V: Skyrim. Esse novo Add-On foi disponibilizado para os jogadores de Xbox 360 em 4 de dezembro de 2012, Windows dia 5 de fevereiro de 2013 e Playstation 3 dia 12 de fevereiro de 2013. A expansão torna a ilha de Solstheim acessível, possibilita a montaria Dracônica (montar em dragões), novos Shouts, magias, poderes, armas, mais missões, um novo tipo de dragão, armaduras, joias novas, roupas e muitas horas de jogo adicionais. Enredo: Viajar para a ilha de Solstheim e encontrar Miraak, um antigo Sacerdote do Dragão misterioso que uma vez já foi governante da ilha. Ao contrário dos Sacerdotes do Dragão de Skyrim, este indivíduo é supostamente um "Dragonborn" muito parecido com o Dovahkiin jogável, e possui a capacidade de absorver as almas dos Dragões. Hermaeus Mora, o Príncipe Daédrico do Conhecimento, possuí grande envolvimento durante o desenrolar da história. Este DLC é considerado por muitos jogadores o melhor DLC já feito para Skyrim.

### Música
O grupo escolhido pelo Jeremy Soule para compor a música de Skyrim também foi responsável pelos trabalhos em Morrowind e Oblivion. Ele compôs "Sons of Skyrim", música tema do jogo e foi gravada com um coro de mais de 30 pessoas, cantando na língua dos dragões. O Diretor Criativo Todd Howard imaginou a música tema para Skyrim como uma música de Elder Scrolls cantando por um coro de bárbaros. Isso se tornou uma realidade quando a ideia foi aprovada por Jeremy Soule, que gravou o coro de 30 homens em três gravações diferente e juntou em três camadas separadas ao mesmo tempo para criar o efeito de 90 vozes. A linguagem, Draconiana, foi criada pelo artista de conceito da Bethesda Adam Adamowicz, e ele desenhou os 34 caracteres do alfabeto rúnico para o jogo. O léxico Dracônico pode ser expandido conforme a necessidade; o designer-chefe Bruce Nesmith explicou que, palavras foram introduzidas no léxico "sempre que [a equipe] precisava dizer algo".
Como os dois títulos anteriores da série, a trilha sonora de Skyrim será vendida exclusivamente pelo DirectSong de Jeremy Soule; em 4 de Novembro 4 de 2011 foi anunciado que a única distribuição física do álbum teria 4 CDs, disponíveis no mesmo dia de lançamento do jogo. Todas as copias pre-encomendadas antes de 23 de Dezembro seriam pessoalmente autografada por Soule. Em 17 de Outubro, no Tweet de Pete Hines, Vice Presidente de Relações Públicas e Marketing da Bethesda, postou que "A trilha sonora de Skyrim terá 4 CDs", um álbum de 4 discos lançado foi descoberto por um funcionário da Digital Song durante um erro de exibição da conta. Nas encomendas feitas antes do lançamento pelo sítio Amazon.de foram adicionado 5 faixas promocionais da trilha de Skyrim, este álbum foi intitulado de The Elder Scrolls: The Old Republic Day One - Limited Edition.
| The Elder Scrolls V: Skyrim (Featured Music Selections) |                           |                |         |  |
| N.º                                                     | Título                    | Compositor(es) | Duração |  |
| 1.                                                      | "Dragonborn"              | Jeremy Soule   | 3:58    |  |
| 2.                                                      | "Under an Ancient Sun"    | Jeremy Soule   | 3:42    |  |
| 3.                                                      | "The Streets of Whiterun" | Jeremy Soule   | 4:07    |  |
| 4.                                                      | "Sky Above, Voice Within" | Jeremy Soule   | 3:59    |  |
| 5.                                                      | "Dragonsreach"            | Jeremy Soule   | 2:21    |  |

| The Elder Scrolls V: Skyrim — Original Game Soundtrack (Disco 1) |                        |         |  |
| N.º                                                              | Título                 | Duração |  |
| 1.                                                               | "Dragonborn"           | 3:58    |  |
| 2.                                                               | "Awake"                | 1:35    |  |
| 3.                                                               | "From Past to Present" | 5:06    |  |
| 4.                                                               | "Unbroken Road"        | 6:26    |  |
| 5.                                                               | "Ancient Stones"       | 4:48    |  |
| 6.                                                               | "The City Gates"       | 3:48    |  |
| 7.                                                               | "Silent Footsteps"     | 2:53    |  |
| 8.                                                               | "Dragonsreach"         | 2:23    |  |
| 9.                                                               | "Tooth and Claw"       | 1:51    |  |
| 10.                                                              | "Under An Ancient Sun" | 3:44    |  |
| 11.                                                              | "Death Or Sovngarde"   | 3:02    |  |
| 12.                                                              | "Masser"               | 6:06    |  |
| 13.                                                              | "Distant Horizons"     | 3:55    |  |
| 14.                                                              | "Dawn"                 | 4:00    |  |
| 15.                                                              | "The Jerall Mountains" | 3:22    |  |
| 16.                                                              | "Steel on Steel"       | 1:45    |  |
| 17.                                                              | "Secunda"              | 2:05    |  |
| 18.                                                              | "Imperial Throne"      | 2:23    |  |

| The Elder Scrolls V: Skyrim — Original Game Soundtrack (Disco 2) |                           |         |  |
| N.º                                                              | Título                    | Duração |  |
| 1.                                                               | "Frostfall"               | 3:28    |  |
| 2.                                                               | "Night Without Stars"     | 0:43    |  |
| 3.                                                               | "Into Darkness"           | 2:55    |  |
| 4.                                                               | "Kyne's Peace"            | 3:52    |  |
| 5.                                                               | "Unbound"                 | 1:35    |  |
| 6.                                                               | "Far Horizons"            | 5:33    |  |
| 7.                                                               | "A Winter's Tale"         | 3:22    |  |
| 8.                                                               | "The Bannered Mare"       | 2:30    |  |
| 9.                                                               | "The Streets of Whiterun" | 4:07    |  |
| 10.                                                              | "One They Fear"           | 3:16    |  |
| 11.                                                              | "The White River"         | 3:31    |  |
| 12.                                                              | "Silence Unbroken"        | 2:24    |  |
| 13.                                                              | "Standing Stones"         | 6:39    |  |
| 14.                                                              | "Beneath the Ice"         | 4:16    |  |
| 15.                                                              | "Tundra"                  | 3:52    |  |
| 16.                                                              | "Journey's End"           | 4:10    |  |

| The Elder Scrolls V: Skyrim — Original Game Soundtrack (Disco 3) |                           |         |  |
| N.º                                                              | Título                    | Duração |  |
| 1.                                                               | "Before The Storm"        | 1:09    |  |
| 2.                                                               | "A Chance Meeting"        | 3:12    |  |
| 3.                                                               | "Out of the Cold"         | 3:04    |  |
| 4.                                                               | "Around The Fire"         | 3:12    |  |
| 5.                                                               | "Shadows And Echoes"      | 2:21    |  |
| 6.                                                               | "Caught Off Guard"        | 1:13    |  |
| 7.                                                               | "Aurora"                  | 7:23    |  |
| 8.                                                               | "Blood And Steel"         | 2:12    |  |
| 9.                                                               | "Towers And Shadows"      | 2:24    |  |
| 10.                                                              | "Seven Thousand Steps"    | 1:08    |  |
| 11.                                                              | "Solitude"                | 2:12    |  |
| 12.                                                              | "Watch The Skies"         | 2:23    |  |
| 13.                                                              | "The Gathering Storm"     |         |  |
| 14.                                                              | "Sky Above, Voice Within" | 3:59    |  |
| 15.                                                              | "Death in the Darkness"   | 2:38    |  |
| 16.                                                              | "Shattered Shields"       | 2:40    |  |
| 17.                                                              | "Sovngarde"               | 3:38    |  |
| 18.                                                              | "Wind Guide You"          | 9:05    |  |

| The Elder Scrolls V: Skyrim — Original Game Soundtrack (Disco 4) |                      |                |         |  |
| N.º                                                              | Título               | Compositor(es) | Duração |  |
| 1.                                                               | "Skyrim Atmospheres" | Jeremy Soule   | 42:35   |  |

## Legendary Edition
Anunciada em 25 de abril de 2013, a Legendary Edition é, basicamente Skyrim, porém com todas as suas DLCs e atualizações já em disco para Xbox 360, PC e Playstation 3

## Special Edition
Versão remasterizada do jogo, que foi lançada em 28 de Outubro de 2016 para as plataformas Xbox One, PC e PlayStation 4.